# Nola (Olaszország)
Nola város (közigazgatásilag comune) Olaszország Campania régiójában, Nápoly megyében. A város a Nolai egyházmegye püspöki székhelye.

## Fekvése
Nápolytól kelet-északkeletre 25 km-re, a Vezúvtól 15 km-re északkeletre fekszik, a Nolai-síkság területén. Határai: Acerra, Camposano, Casamarciano, Cicciano, Cimitile, Liveri, Marigliano, Ottaviano, Palma Campania, Roccarainola, San Felice a Cancello, San Gennaro Vesuviano, San Paolo Bel Sito, San Vitaliano, Saviano, Scisciano, Somma Vesuviana és Visciano.

## Története

### Ókor
Nola területét már a bronzkorban lakták, azonban a Vezúv sorozatos kitörései miatt az i. e. 18-17. században a vidék hamar elnéptelenedett. Az ásatások során számos agyagedényt és egyéb értékes leletet találtak ebből az időszakból. Ugyanakkor a Vezúv által lerakott hamurétegekben korabeli épületek lenyomatait találták meg a régészek.
Nuvlana néven, Campania egyik legősibb települése volt. Alapításának körülményei még nem tisztázottak. Egyes történészek szerint az ausonok, mások szerint a cumaei görögök vagy az etruszkok alapították. Az utóbbiak jelenléte i. e. 560-ban már bizonyított. Az etruszkok Neapolist támogatták a rómaiak elleni háborúban i. e. 328-ban. Ebben az időben foglalták el a várost az oszkok illetve szamniszok. A szamniszi háborúkban (i. e. 311) a rómaiaknak sikerült elfoglalniuk. A pun háborúk során háromszor is ellenállt a Hannibal vezette ostromoknak. A római polgárháborúk idején visszakerült a szamniszok birtokába, míg Lucius Cornelius Sulla győzelmet aratott a polgárháborúkban a szamniszok által támogatott Caius Marius felett. Később a Spartacus vezette lázadó rabszolgák is időlegesen elfoglalták. A város megerősítése és bővítése érdekében Augustus és Vespasianus is telepeseket küldött Nolába.
Nola, amelynek kezdetben municipiumi rangja volt a birodalmon belül, Augustus császár idején római coloniává fejlődött vissza. A Kr. u. első évszázadokban fontos ókeresztény központ lett, miután Paulinus, keresztény szenátor ide költözött és felvette a nolai püspök címet.
Nola a Via Popilia mentén feküdt, amely Capuától Noceráig vezetett, és Atella valamint Avellino felé is elágazott. Egyes kutatások szerint az út Neapolisig illetve Pompejig vezetett.

### Középkor
Kr. u. 410-ben az Alarik által vezetett vizigótok fosztották ki a várost, majd 806-ban és 904-ben a szaracénok foglalták el rövid időre. A 13. században Manfréd, Szicília régense és királya elfoglalta és a Szicíliai Királyság részévé tette. A 15. század közepétől, az Anjouk nápolyi megtelepedése után a város az Orsini bárói család birtoka lett. 1459-ben zajlott le a nolai ütközet, amely során Anjou János legyőzte Aragóniai Alfonz seregeit. Miután a 15. században földrengések súlyosan megrongálták, Nola fokozatosan veszített jelentőségéből.

### Jelenkor
Napjainkban Nola egy jelentős ipari központ Nápoly vonzáskörzetében, noha gazdasági életét nagymértékben befolyásolja a camorra bűnszövetkezet jelenléte. Ez utóbbi a Nola, Acerra és Marigliano által határolt úgynevezett „halál-háromszögben” engedély nélkül tárol veszélyes hulladékokat, ami negatív hatással van az ott élő emberek egészségére. Ezen a területen a rákos megbetegedések száma kimagaslóan magas az európai átlaghoz képest.

## Népessége
A népesség számának alakulása:

## Fő látnivalói
- Katedrális – gótikus stílusban épült, majd 1866-ban és 1870-ben átépítették miután belsője egy tűzvészben elpusztult.
- San Tommaso-bazilika – a 3. században épült, freskói a 9-11. századból származnak.
- SS. Apostoli-bazilika – a hagyományok szerint 95-ben épült, majd 1190-ben újjáépítették. 1593-ig a város katedrálisa volt.
- Palazzo Orsini – 1470-ben épült az Orsini hercegek számára
- San Biagio-templom – a Szent Balázs tiszteletére épült templom a 17. században épült
- Szeminárium – amelynek falain oszk feliratokat találunk, melyeket Cippus Abellanus név alatt ismer a tudományos világ.
- Castello Cicala – erődítmény a város közelében
- Giordano Bruno emlékműve
- Római kori romok – ma is láthatók az egykori római város romjai: amfiteátrum, színház, Augustus temploma, stb valamint néhány római kori síremlék. Az értékesebb leleteket a Régészeti Múzeumban tárolják.

## Híres nolaiak
- Róma első császára, Augustus Caesar Nolában halt meg Kr. u. 14-ben.
- Nolában született Luigi Tansiello, Giovanni Merliano, akik a katedrálist építették, ugyancsak itt született Ambrogio Leo híres orvos, valamint Nicola Antonio Stigliola filozófus. Ugyancsak a város volt az otthona Giordano Brunónak is.
- Nola volt az otthona Szent Félixnek és Szent Paulinusnak, aki a Nyugatrómai Birodalom legjelesebb teológusa volt, illetve az ő nevéhez fűződik az első harangtorony (campanile) megépítése.